# Hikaru Mizuno
Hikaru Mizuno (水野 輝 Mizuno Hikaru?), född 2 augusti 1991 i Chiba prefektur, är en japansk fotbollsspelare.
Mizuno började sin karriär 2014 i FC Ryukyu. Han spelade 8 ligamatcher för klubben.